# محمد حسين آباد (مقاطعة تشالوس)
محمدحسين‌آباد (بالفارسية: محمدحسین‌آباد) هي قرية تقع في قسم كلارستاق الغربي الريفي (مقاطعة تشالوس) في إيران. يقدر عدد سكانها بـ 322 نسمة .